# Numero di Deborah
Il numero di Deborah è un gruppo adimensionale utilizzato in reologia per misurare la fluidità di un materiale.
Anche alcuni materiali apparentemente solidi si comportano come fluidi se osservati sufficientemente a lungo, per cui anche ad essi può essere associato un numero di Deborah.
Il numero di Deborah fu introdotto nel 1964 da Markus Reiner; il nome deriva dal versetto "I monti si sciolgono come cera davanti all'Eterno" dal cantico della profetessa Debora riportato nella Bibbia; infatti Reiner aveva scoperto servendosi di questo numero che per tempi di applicazione del carico molto lunghi anche le montagne "si sciolgono".

## Definizione matematica
È definito come:
{\displaystyle De=\Lambda /t}
essendo:
- Λ il tempo di rilassamento del materiale;
- t il tempo di osservazione.[4]

## Interpretazione fisica
Il numero di Deborah rappresenta il rapporto fra il tempo di deformazione che caratterizza la fluidità intrinseca del materiale ({\displaystyle \Lambda }) e la scala temporale caratteristica dell'esperimento (o della simulazione al computer) che misura la risposta del materiale.
Più piccolo è il numero, maggiore è la fluidità del materiale.
I fluidi con valori di Deborah prossimi a zero hanno comportamento analogo ai liquidi viscosi ideali. I fluidi con valori di Deborah tendenti ad infinito hanno comportamento analogo ai solidi elastici ideali.

## Applicazioni
Nei modelli per lo studio della viscoelasticità dei polimeri, quali il modello di Maxwell e il modello di Kelvin-Voigt, si definisce {\displaystyle \Lambda } il rapporto tra la componente viscosa di un polimero, e la sua componente elastica assimilabili nei modelli rispettivamente ad una molla ideale e a un dissipatore viscoso ideale.
{\displaystyle \Lambda =\mu /K}
Avendo la viscosità {\displaystyle \mu } dimensioni di [Pa·s] e la costante elastica [Pa], tale rapporto ha le dimensioni di un tempo che prende il nome di tempo di rilassamento. Questo tempo è caratteristico per un singolo modello (Maxwell o Voigt).
È importante ricordare che per ottenere la curva maestra di un determinato polimero bisogna considerare più modelli messi assieme, ognuno dei quali avrà un tempo di rilassamento caratteristico la cui somma integrale dà lo spettro dei tempi di rilassamento del polimero in considerazione.